# Publicité comparative

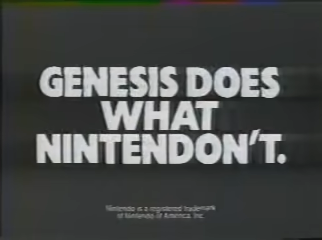
Publicité comparative de Sega aux États-Unis en 1989

La publicité comparative est une forme de publicité, apparue dans les années 1930 aux États-Unis, dans laquelle un produit est mis en comparaison avec un produit de la concurrence, en vue de mettre en valeur les avantages du premier. Elle ne fait pas l'objet d'une acceptation universelle. 

## Par pays

### Union européenne
Le Conseil de l'Union européenne a adopté le 19 mars 1996 une position commune définissant la publicité comparative comme « toute publicité permettant d'identifier, de façon directe ou indirecte, un concurrent, ou les produits ou prestations de services offerts par un concurrent ». 
Cette définition a été incluse dans la directive 97/55/CE du 6 octobre 1997 (art. 2, n° 2a), modifiant la directive n° 84-450 du 10 septembre 1984, relative au rapprochement des dispositions législatives, règlementaires et administratives des états membres en matière de publicité trompeuse.
Enfin, la directive 2006/114/CE du 12 décembre 2006 a renforcé les conditions d'application en matière de publicité trompeuse et de publicité comparative en Europe.